# Andrzej Miszewski
Andrzej Miszewski (ur. 26 sierpnia 1912 w Warszawie, zm. 31 października 2005 w RPA) – polski inżynier mechanik, kapitan PSP-RAF.

## Życiorys
Brat Jana Miszewskiego. W 1931 roku ukończył Państwowe Gimnazjum im. Stefana Batorego w Warszawie. Absolwent Wydziału Mechanicznego Politechniki Warszawskiej. Od września 1939 roku służył w lotnictwie, po klęsce przez Rumunię przedostał się do Francji i Anglii, gdzie był pilotem w Dywizjonie Bombowym 300 i w angielskim Dywizjonie 138 do zadań specjalnych, m.in. realizował loty do okupowanej Polski z cichociemnymi. 
W 1948 roku wrócił do kraju, w 1962 roku wyemigrował do RPA.

## Ordery i odznaczenia
- Krzyż Walecznych (czterokrotnie)[1]
- Virtuti Militari[1][4]